# Leócharés z Messénie
Leóchares (jiná jména: Leócharés, Leochares, starořecky Λεωχάρης – Leóchares / jiný přepis: Leócharés) byl v roce 736 př. n. l. vítěz olympijských her běhu na jedno stadium.
Leóchares z Messénie zvítězil v běhu na jedno stadium na 11. olympijských hrách. Běh na jedno stadium byl jedinou disciplínou, v níž se od založení her v roce 776 př. n. l. soutěžilo. Hry se o další disciplínu, běhu na dvě stadia (diaulos) rozšířily v roce 724 př. n. l. Prvním vítězem běhu na dvě stadia byl Hypénos z Pisy. Délka stadia (600 stop) se pohybovala přibližně od 175 do 200 metrů.